# Бакыш, Синан
Синан Бакыш (тур. Sinan Bakış; род. 22 апреля 1994, Тросдорф, Северный Рейн-Вестфалия) — турецкий футболист, нападающий испанского клуба «Реал Сарагоса», выступающий на правах аренды за польский клуб «Гурник (Забже)».

## Клубная карьера
Бакыш — воспитанник немецких клубов «Боннер» и «Байер 04». В 2013 году для получения игровой практики он вернулся на историческую родину, подписав контракт с клубом «Кайсериспор». 15 сентября в матче против «Генчлербирлиги» он дебютировал в турецкой Суперлиге. По итогам сезона клуб вылетел из элиты, но Бакыш остался в команде. 21 февраля 2015 года в матче против «Самсунспора» он дебютировал в Первой лиге Турции. По итогам сезона Бакыш помог клубу вернуться в элиту. 16 августа в поединке против «Анкараспора» Синан забил свой первый гол за «Кайсериспор».
Летом 2016 года Бакыш перешёл в «Бурсаспор». В матче против «Аданаспора» он дебютировал за новый клуб. 20 мая 2017 года в поединке против «Антальяспора» Синан забил свой первый гол за «Бурсаспор». 
Летом 2018 года Бакыш подписал контракт с австрийским «Адмира Ваккер Мёдлинг». 29 июля в матче против венского «Рапида» он дебютировал в австрийской Бундеслиге. 3 ноября в поединке против «Хартберга» Синан забил свой первый гол за «Адмиру Ваккер Мёдлинг». По итогам сезона 2019/2020 он забил 12 мячей и стал лучшим бомбардиром клуба. Летом 2020 года Бакыш перешёл в нидерландский «Хераклес». 13 сентября в матче против АДО Ден Хааг он дебютировал в Эредивизи. 12 января в поединке против «Эммена» Синан сделал хет-трик, забив свои первые голы за «Хераклес».
1 сентября 2022 года перешёл в клуб «Андорра», подписав контракт до конца сезона 2022/23.

## Карьера в сборной
В 2013 году в составе юношеской сборной Турции Бакыш принял участие в юношеском чемпионате Европы в Литве. На турнире он сыграл в матчах против команд Сербии и Грузии. В том же году в составе молодёжной сборной Турции Ахмет принял участие в домашнем молодёжном чемпионате мира. На турнире он сыграл против команды Франции. В поединке против французов Синан забил гол.